# 바론즈

Logo

바론즈(Barron's)는 1921년에 창간된 미국의 주간지이다. 주로 미국의 재정 상황, 경제 성장 및 관련된 통계 자료를 다룬다. 각 주제는 지난 한 주 동안의 경제 상황 요약과 앞으로 일어날 경제 변동에 대한 추측을 담고 있다.

## 구성
바론즈에는 네 개의 난(欄)이 있다.
- "주간 기술(Technology Week)" – 기술 회사 정보
- "주간 경제(Market Week)" – 지난 한 주동안 일어났던 경제 활동
- "뮤추얼 펀드(Mutual Funds)" – 뮤추얼 펀드
- "간추린 뉴스(The Wrap)" – 칼럼

## 역사
이 주간지는 1921년 다우존스앤컴퍼니(Dow Jones & Company)에 의해 창간되었으며 다우존스앤컴퍼니의 영향력 있는 인물 클래런스 W. 바론(Clarence W. Barron)의 이름을 땄다.
바론즈는 1994년 3월, 두 개의 난으로 이루어진 신문 형식을 도입했고 1999년 1월에는 세 개의 난으로, 그리고 2002년에는 4개의 난으로 점차 그 수를 늘려갔다.
회사의 전망에 대한 가혹한 평가와 기업의 주식 사기에 대한 독자적 조사로 유명하다.

## 통계
- 2012년의 평균 판매량은[1] 305,157부였다.
- 독자의 90.8%는 남성이고 평균 연령은 54세이며 43.8%가 석사 이상이고 94%가 고위 경영직에 종사한다. 구독자에 대한 더 자세한 사항은 다음과 같다.
- 평균 수입: $282,000
- 평균 가정 순자산: $2,960,000
- 평균 보유 주식 가치: $2,736,000
- 평균 바론즈 구독 햇수: 8